# Saut en longueur masculin aux Jeux olympiques d'été de 2000
Pour un article plus général, voir Athlétisme aux Jeux olympiques d'été de 2000.
Navigation
Atlanta 1996 Athènes 2004
L'épreuve du saut en longueur masculin aux Jeux olympiques de 2000 s'est déroulée les 25 et 28 septembre 2000 au Stadium Australia de Sydney, en Australie. Elle est remportée par le Cubain Iván Pedroso.

## Résultats

### Finale
| Rang               | Athlète             | Pays       | Essais | Essais | Essais | Essais | Essais | Essais | Marque | Note |
| Rang               | Athlète             | Pays       | 1      | 2      | 3      | 4      | 5      | 6      | Marque | Note |
| ------------------ | ------------------- | ---------- | ------ | ------ | ------ | ------ | ------ | ------ | ------ | ---- |
| Médaille d'or      | Iván Pedroso        | Cuba       | X      | 8,34   | X      | 8,41   | X      | 8,55   | 8,55   |      |
| Médaille d'argent  | Jai Taurima         | Australie  | X      | 8,18   | 8,34   | 8,40   | 8,49   | 8,28   | 8,49   | NR   |
| Médaille de bronze | Roman Shchurenko    | Ukraine    | 7,76   | X      | 8,14   | X      | X      | 8,31   | 8,31   |      |
| 4                  | Oleksiy Lukashevych | Ukraine    | 8,08   | X      | X      | 8,22   | 8,26   | X      | 8,26   |      |
| 5                  | Kofi Amoah Prah     | Allemagne  | 7,84   | X      | 8,19   | 7,95   | X      | 7,86   | 8,19   |      |
| 6                  | Peter Burge         | Australie  | 7,80   | 8,06   | 7,93   | 7,96   | 8,15   | 8,11   | 8,15   |      |
| 7                  | Luis Felipe Méliz   | Cuba       | 7,97   | 7,94   | 8,08   | X      | 7,82   | X      | 8,08   |      |
| 8                  | Dwight Phillips     | États-Unis | X      | 7,90   | 8,06   | X      | X      | X      | 8,06   |      |
| 9                  | Bogdan Țăruș        | Roumanie   | 8,00   | 7,93   | X      |        |        |        | 8,00   |      |
| 10                 | Carlos Calado       | Portugal   | 7,94   | 7,85   | 7,77   |        |        |        | 7,94   |      |
| 11                 | Petar Dachev        | Bulgarie   | 7,80   | X      | 7,70   |        |        |        | 7,80   |      |
| 12                 | Vladimir Malyavin   | Russie     | X      | X      | 7,67   |        |        |        | 7,67   |      |

### Qualifications
Qualification : 8,15 m.
| Rang | Athlète                 | Pays              | Groupe | 1    | 2    | 3    | Distance | Notes |
| ---- | ----------------------- | ----------------- | ------ | ---- | ---- | ---- | -------- | ----- |
| 1    | Iván Pedroso            | Cuba              | A      | 7.70 | 7.99 | 8.32 | 8.32     | Q     |
| 2    | Luis Felipe Méliz       | Cuba              | B      | 7.87 | 8.21 | —    | 8.21     | Q     |
| 3    | Dwight Phillips         | États-Unis        | B      | 7.84 | 7.83 | 8.13 | 8.13     | q     |
| 4    | Jai Taurima             | Australie         | A      | 7.99 | 7.77 | 8.09 | 8.09     | q     |
| 5    | Peter Burge             | Australie         | B      | 7.62 | 7.96 | 8.06 | 8.06     | q     |
| 6    | Carlos Calado           | Portugal          | B      | 8.04 | 7.98 | 7.96 | 8.04     | q     |
| 7    | Vladimir Malyavin       | Russie            | B      | X    | 7.96 | 8.03 | 8.03     | q     |
| 8    | Petar Dachev            | Bulgarie          | B      | 8.03 | X    | 7.85 | 8.03     | q     |
| 9    | Kofi Amoah Prah         | Allemagne         | A      | 7.86 | 7.92 | 8.01 | 8.01     | q     |
| 10   | Olexiy Lukashevych      | Ukraine           | A      | 7.86 | X    | 8.01 | 8.01     | q     |
| 11   | Roman Shchurenko        | Ukraine           | B      | 8.01 | X    | X    | 8.01     | q     |
| 12   | Bogdan Tarus            | Roumanie          | B      | 7.60 | 8.00 | X    | 8.00     | q     |
| 13   | Kareem Streete-Thompson | Îles Caïmans      | A      | 7.99 | 7.76 | X    | 7.99     |       |
| 14   | James Beckford          | Jamaïque          | B      | 7.87 | 7.87 | 7.98 | 7.98     |       |
| 15   | Gregor Cankar           | Slovénie          | A      | 7.71 | 5.96 | 7.98 | 7.98     |       |
| 16   | Kirill Sosunov          | Russie            | B      | 7.97 | X    | 7.93 | 7.97     |       |
| 17   | Younés Moudrik          | Maroc             | A      | 7.95 | 7.83 | X    | 7.95     |       |
| 18   | Hussein Taher Al-Sabee  | Arabie saoudite   | B      | X    | 5.92 | 7.94 | 7.94     |       |
| 19   | Yago Lamela             | Espagne           | B      | 7.68 | 7.74 | 7.89 | 7.89     |       |
| 20   | Cheikh Touré            | France            | B      | 7.87 | X    | X    | 7.87     |       |
| 21   | Danijal Jahić           | Yougoslavie       | B      | 7.85 | 7.70 | X    | 7.85     |       |
| 22   | Savante Stringfellow    | États-Unis        | A      | 7.32 | 7.70 | 7.84 | 7.84     |       |
| 23   | Masaki Morinaga         | Japon             | A      | X    | 7.84 | X    | 7.84     |       |
| 24   | Peter Häggström         | Suède             | A      | X    | 7.80 | 7.83 | 7.83     |       |
| 25   | Melvin Lister           | États-Unis        | A      | 7.57 | 7.82 | 7.76 | 7.82     |       |
| 26   | Danil Burkenya          | Russie            | A      | 7.75 | 7.79 | X    | 7.79     |       |
| 27   | Tomas Bardauskas        | Lituanie          | A      | 7.18 | 7.70 | 6.95 | 7.70     |       |
| 28   | Ronald Servius          | France            | B      | X    | X    | 7.66 | 7.66     |       |
| 29   | Mattias Sunneborn       | Suède             | B      | 7.45 | 7.58 | 7.63 | 7.63     |       |
| 30   | Nikolay Atanasov        | Bulgarie          | A      | X    | X    | 7.62 | 7.62     |       |
| 31   | El Mehdi El Rhazouani   | Maroc             | B      | 7.49 | 7.60 | 7.58 | 7.60     |       |
| 32   | Richard Duncan          | Canada            | A      | 7.33 | X    | 7.60 | 7.60     |       |
| 33   | Hatem Mersal            | Égypte            | A      | 7.59 | X    | X    | 7.59     |       |
| 34   | Mark Anthony Awere      | Ghana             | B      | 7.16 | 7.36 | 7.57 | 7.57     |       |
| 35   | Arnaud Casquette        | Maurice           | B      | X    | 7.21 | 7.57 | 7.57     |       |
| 36   | Siniša Ergotić          | Croatie           | B      | 7.34 | X    | 7.53 | 7.53     |       |
| 37   | Erik Nijs               | Belgique          | A      | 7.33 | 7.52 | X    | 7.52     |       |
| 38   | Ian Lowe                | Canada            | B      | 7.51 | 7.48 | 7.36 | 7.51     |       |
| 39   | Konstantinos Koukodimos | Grèce             | B      | X    | 7.44 | X    | 7.44     |       |
| 40   | Lao Jianfeng            | Chine             | B      | 7.26 | 7.41 | 7.33 | 7.41     |       |
| 41   | Georges Téko Folligan   | Togo              | B      | X    | 7.40 | X    | 7.40     |       |
| 42   | Mesut Yavas             | Turquie           | B      | 7.34 | 7.35 | 6.03 | 7.35     |       |
| 43   | Nélson Carlos Ferreira  | Brésil            | B      | 5.81 | X    | 7.32 | 7.32     |       |
| 44   | Shirak Poghosyan        | Arménie           | B      | 7.24 | 7.10 | X    | 7.24     |       |
| 45   | Rustam Khusnutdinov     | Ouzbékistan       | A      | 7.24 | X    | X    | 7.24     |       |
| 46   | Wendell Williams        | Trinité-et-Tobago | A      | X    | X    | 7.22 | 7.22     |       |
| —    | Rai Sanjay Khumar       | Inde              | A      | X    | —    | —    | NM       |       |
| —    | Daisuke Watanabe        | Japon             | B      | X    | X    | X    | NM       |       |
| —    | Sung Hee-Jun            | Corée du Sud      | A      | X    | X    | X    | NM       |       |
| —    | Abdul Rahman Al-Nubi    | Qatar             | A      | X    | X    | X    | NM       |       |
| —    | Stephan Louw            | Namibie           | A      | X    | X    | X    | NM       |       |
| —    | Dimítrios Serélis       | Grèce             | A      | X    | X    | X    | NM       |       |
| —    | Liu Honglin             | Chine             | A      | X    | X    | X    | NM       |       |

## Légende
Records et Performances
- AR : Record continental (area record)
- CR : Record des championnats (championship record)
- MR : Record du meeting (meet record)
- NR : Record national (national record)
- OR : Record olympique (olympic record)
- PR : Record paralympique (paralympic record)
- PB : Record personnel (personal best)
- SB : Meilleure performance personnelle de la saison (season's best)
- WL : Meilleure performance mondiale de l'année (world leader)
- WJR : Record du monde junior (world junior record)
- WR : Record du monde (world record)

Circonstances et Conditions
- DNF : N'a pas terminé (did not finish)
- DNS : N'a pas pris le départ (did not start)
- DQ : Disqualification (disqualification)
- NM : Aucun essai valable enregistré (No Mark)
- Q : Qualifié « directement » au prochain tour (ou à la prochaine compétition), lors d'une compétition majeure, grâce au classement ou à la réalisation des minima (automatic qualifier)
- q : Qualifié au prochain tour (ou à la prochaine compétition), lors d'une compétition majeure, grâce au repêchage ou à la réalisation de l'une des meilleures performances parmi celles des « non qualifiés directement » (grâce au meilleur temps ou à la meilleure distance par exemple) (secondary qualifier)